# Pajkos-Szabó-féle szélmalom
A Pajkos-Szabó-féle szélmalom Kiskunfélegyházán, a Kiskun Múzeumban látható ipari-népi műemlék. Helyrajzi száma: 3186.
1860-ban építették, mai helyére 1962-ben került. A malom típusa alulhajtós, vagyis két fogaskerék-áttétellel hasznosul a szél energiája. Malomháza tömzsi. Faragott kőpadja különösen szép munka. Utolsó tulajdonosáról, Pajkos-Szabó Istvánról kapta elnevezését. 1960-ig még működött, ekkor már műemlék jellegű védelemben részesült. Ma a múzeum udvarában tekinthető meg.
Állapotával gondok vannak, vizesedés veszélye áll fenn. 2002-ben egy vihar a vitorláját károsította meg, ekkor életveszélyessé nyilvánították. A faszerkezet felújítására pályázatot nyertek, de a vizesedés veszélyét még nem sikerült kiküszöbölni.